# Борискин, Анатолий Васильевич
Анатолий Васильевич Борискин (1919—2000) — капитан Рабоче-крестьянской Красной Армии, участник Великой Отечественной войны, Герой Советского Союза (1944).

## Биография
Родился 14 ноября 1919 года в селе Николаевка (ныне — Старошайговский район Мордовии) в крестьянской семье. В 1925 году вместе с семьёй переехал в Северный район Новосибирской области. Окончил семь классов школы, поступил в педагогическое училище в городе Куйбышев Новосибирской области, окончил его в 1938 году, после чего работал учителем в начальной школе села Ново-Елизарово Северного района. 
В октябре 1939 года был призван на службу в Рабоче-крестьянскую Красную Армию Северным районным военным комиссариатом. После окончания полковой школы получил звание сержанта, служил в стрелковом полку в Туркестанском военном округе, был командиром отделения, затем командиром взвода разведки. В начале Великой Отечественной войны в составе своей части был на территории Ирана. С августа 1941 года — на фронтах Великой Отечественной войны. Участвовал в боях на Закавказском, Северо-Кавказском, Степном и 2-м Украинском фронтах. В 1943 году вступил в ВКП(б). К сентябрю 1943 года гвардии старший сержант Анатолий Борискин командовал взводом 106-й гвардейской отдельной разведроты 110-й гвардейской стрелковой дивизии 37-й армии Степного фронта. Отличился во время битвы за Днепр.
29 сентября 1943 года, несмотря на огонь противника, совместно с группой бойцов форсировал Днепр в районе села Куцеволовка Онуфриевского района Кировоградской области Украинской ССР. Проведя разведку вражеской обороны, уничтожил расчёт миномёта противника. При возвращении из разведки уничтожил гранатой штабную машину противника, уничтожив при этом 3 немецких офицеров и добыв ценные документы. В ночь с 8 на 9 октября 1943 года взял в плен 2 немецких связистов с радиостанцией.
Указом Президиума Верховного Совета СССР «О присвоении звания Героя Советского Союза офицерскому, сержантскому и рядовому составу Красной Армии» от 22 февраля 1944 года за «образцовое выполнение боевых заданий командования при форсировании реки Днепр, развитие боевых успехов на правом берегу реки и проявленные при этом отвагу и геройство» был удостоен высокого звания Героя Советского Союза с вручением ордена Ленина и медали «Золотая Звезда» за номером 2528.
В январе 1945 года был уволен в запас в звании капитана. Проживал в городе Куйбышев Новосибирской области, работал в отделе кадров Куйбышевского райобъединения «Сельхозтехника», затем председателем горкома «Общества спасения на водах». 
Скончался 18 апреля 2000 года.
Был также награждён двумя орденами Красного Знамени и двумя орденами Отечественной войны 1-й степени, а также рядом медалей.